# Brent Briscoe
Brent Briscoe (Moberly, 21 mei 1961 – Los Angeles, 18 oktober 2017) was een Amerikaans acteur en scenarioschrijver.

## Biografie
Briscoe studeerde aan de Universiteit van Missouri in Columbia. Na zijn studie begon hij als acteur in lokale theaters.
Hij was in zijn loopbaan voornamelijk te zien in bijrollen en deed mee in films als U Turn, A Simple Plan, The Green Mile, Mulholland Drive, National Treasure: Book of Secrets en The Dark Knight Rises. Ook was Briscoe te zien in televisieseries. Hij had terugkerende rollen in Parks and Recreation en een jaar voor zijn overlijden als rechercheur Dave Macklay in het derde seizoen van Twin Peaks. Samen met zijn vriend Mark Fauser schreef hij het scenario voor de films The Right to Remain Silent (1996) en Waking Up in Reno (2002).
Briscoe was getrouwd met de Zweedse actrice Sonjia Red. Met zijn tweede vrouw woonde hij in San Fernando Valley. Hij overleed in 2017 op 56-jarige leeftijd in een ziekenhuis in Los Angeles aan interne bloedingen en hartproblemen. Hij was kort daarvoor opgenomen na een val.

## Filmografie

### Films
Selectie:
- 2012 The Dark Knight Rises – als veteraan politieagent
- 2010 Dirty Girl – als politieagent Perry
- 2010 the Killer Inside Me – als vreemdeling
- 2009 Extract – als Phil
- 2008 Yes Man – als dakloze
- 2007 National Treasure: Book of Secrets – als Michael O'Laughlen
- 2007 Home of the Giants – als Prock
- 2007 Mr. Woodcock – als kapper
- 2007 In the Valley of Elah – als rechercheur Hodge
- 2007 The Messengers – als Plume
- 2004 Spider-Man 2 – als vuilnisman
- 2001 The Majestic – als sheriff Cecil Coleman
- 2001 Driven – als pletter
- 2001 Mulholland Drive – als rechercheur Neal Domgaard
- 1999 Man on the Moon – als monteur
- 1999 The Green Mile – als Bill Dodge
- 1999 The Jack Bull – als sheriff Felton
- 1998 Another Day in Paradise – als Clem
- 1997 U Turn – als Boyd
- 1996 Sling Blade – als Scooter Hodges

### Televisieseries
Uitgezonderd eenmalige gastrollen.
- 2017 Twin Peaks - als rechercheur Dave Macklay - 7 afl.
- 2011-2015 Parks and Recreation – als JJ – 5 afl.
- 2013-2014 Hell on Wheels - als Jimmy Two Squaws - 2 afl.
- 2010 Desperate Housewives – als Jimbo Rooney – 2 afl.
- 2005 24 – als Doug – 2 afl.
- 2003-2004 The Handler – als Chester Webber – 3 afl.
- 1998 Maximum Bob – als Elvin Crowe – 2 afl.
- 1992 Hearts Afire – als Curtis May – 2 afl.
- 1990-1991 Evening Shade – als Luther – 4 afl.

### Scenarioschrijver
- 2002 Waking Up in Reno – film
- 1996 The Right to Remain Silent – film
- 1994 Evening Shade – televisieserie – 2 afl.

- Bibliothèque nationale de France: cb145132300 (data)
- Gemeinsame Normdatei: 141796634
- International Standard Name Identifier: 0000 0000 8101 5909
- Library of Congress Control Number: no00018508
- Système universitaire de documentation: 077719875
- Virtual International Authority File: 22374869
- WorldCat: E39PBJycVBrh8h4PQb4g4HTj4q